# نقص المغذيات الدقيقة
نقص المغذيات الدقيقة أو نقص الغذاء هو عدم وجود ما يكفي سواء واحد أو أكثر من المغذيات الدقيقة الازمة للصحة المُثلي للحيوانات و النباتات. يالنسبة للبشر والحيوانات، فهس تشمل نقص الفيتامينات و المعادن؛ بينما يشير المصطلح بالنسبة للنباتات إلي قصور المعادن النادرة الأساسية.

## البشر
يؤثر نقص المغذيات الدقيقة في أكثر من ملياري شخص من جميع الأعمار في البلدان النامية والبلدان الصناعية علي حد سواء، فهذا النقص يسبب بعض الأمراض و يؤدي إلي تفاقم الأخري كما إنه من المتعارف عليه بأن له تأثيراً مهماً علي الصحة العالمية. وتشتمل هذه المغذيات الدقيقة الهامة علي اليود، الحديد، الزنك، الكالسيوم، السيلينيوم، الفلور، وفيتامينات أ، بي6، بي12، بي1، بي2، بي3، بي9، وسي.
ويرتبط نقص المغذيات الدقيقة بنسبة 10% من جميع وفيات الأطفال؛ و بالتالي فهو يمثل مصدراً للقلق لأولئك المهتمين برعاية الطفل بشكل خاص.
فقد يحدث نقص الفيتامينات أو المعادن مثل فيتامين أ و الحديد و الزنك بسبب نقص الطعام المغذي علي المدي الطويل أو عن طريق العدوي مثل عدوي الديدان المعوية  و قد يحدث أيضا أو يتفاقم عندما تتسبب الأمراض مثل (الإسهال أو الملاريا) في فقدان المواد الغذائية بسرعة من خلال البراز أو القئ.

## النباتات
بالنسبة للنباتات، فإن نقص المغذيات الدقيقة ( أو نقص المعادن النادرة) هو اضطراب فيسيولوجي يحدث للنباتات عندما يكون هناك نقص للمغذيات في التربة التي ينمو فيها النبات. وتتميز المغذيات الدقيقة عن المغذيات الكبيرة مثل:( النيتروجين، والفوسفور، والكبريت، والبوتاسيوم، والكالسيوم، والمغنيسيوم) بالكميات المنخفضة نسبياً التي يحتاجها النبات. ومن المعروف أن هناك حاجة إلى تواجد عدد من العناصر في هذه الكميات الصغيرة من أجل النمو السليم للنبات، فيمكن أن يؤثر نقص المغذيات في هذه المجالات سلباً علي نمو النبات . وتتضمن أشهر العيوب المعدنية النادرة ما يلي: نقص الزنك و نقص البورون و نقص الحديد و نقص المنجنيز.